# Nezarini
Nezarini es una tribu de insectos de la familia Pentatomidae. Hay 21 géneros y más de 200 especies descritas en Nezarini. Son verdes y retienen este color después de muertos. Se encuentran en el Paleártico y Neártico.

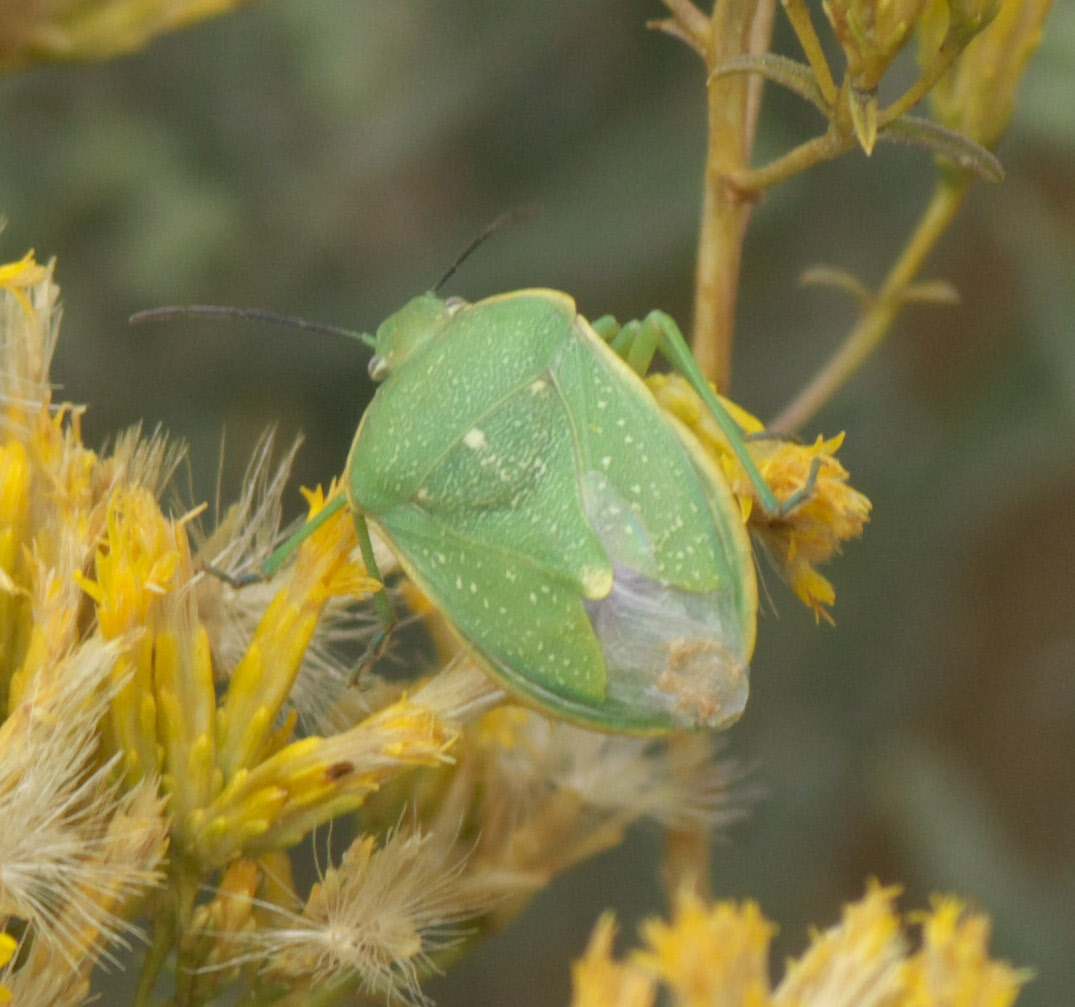
Chlorochroa uhleri

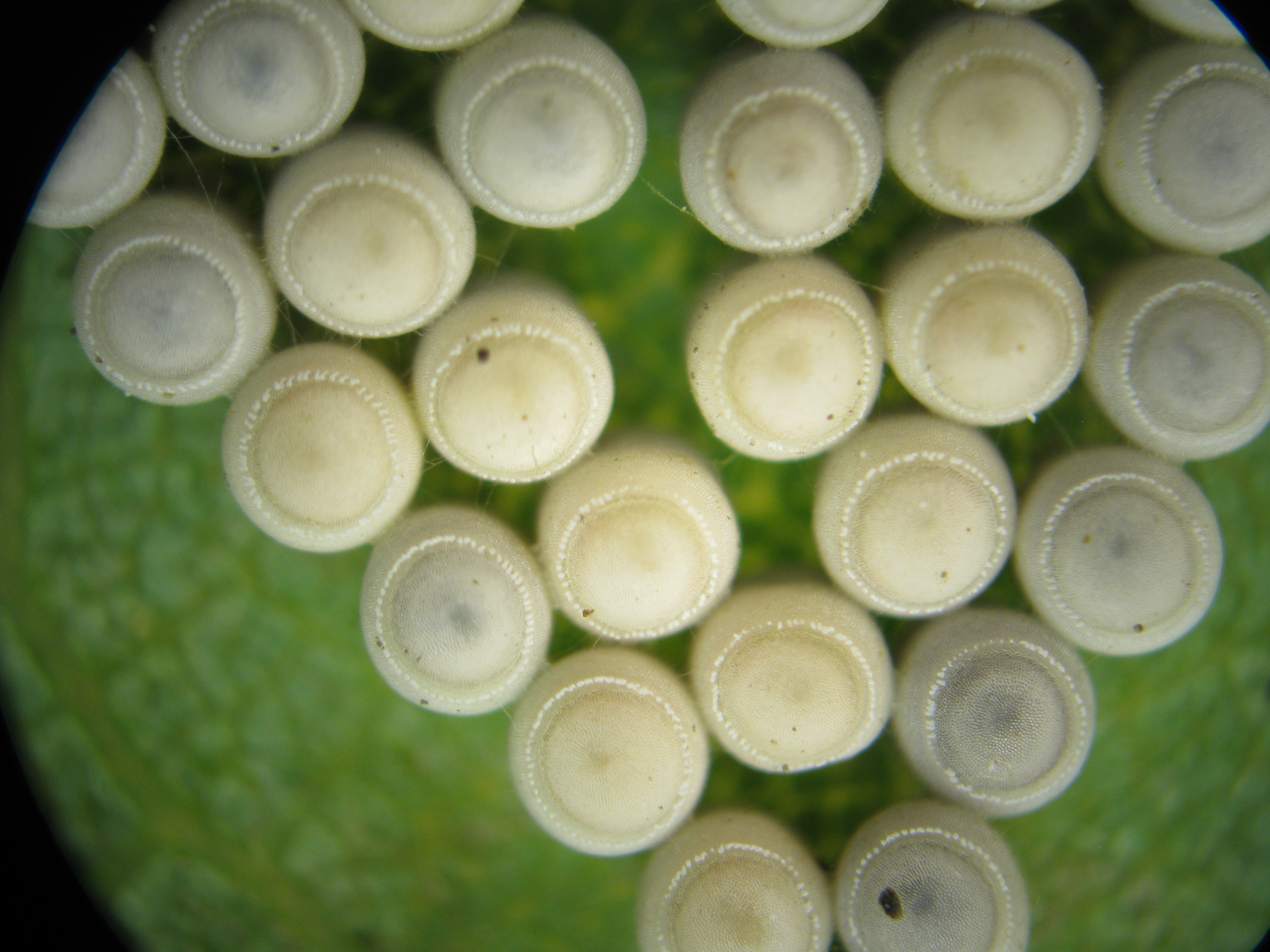
Huevos de Chinavia hilaris.

## Géneros
Por lo menos 21 géneros descritos en Nezarini incluyendo:
- Acrosternum Fieber, 1860
- Acrozangis Breddin, 1900
- Aesula Stål, 1876
- Aethemenes Stål, 1876
- Alciphron (insect) Stål, 1876
- Amblybelus Montrouzier, 1864
- Brachynema Mulsant et Rey, 1852
- Cellobius Jakovlev, 1885
- Chalazonotum Ribes et Schmitz, 1992
- Chinavia Orian, 1965
- Chlorochroa Stål, 1872
- Chroantha Stål, 1872
- Glaucias Kirkaldy, 1908
- Kurumana Linnavuori, 1972
- Neoacrosternum Day, 1965
- Nezara Amyot et Serville, 1843
- Palomena Mulsant et Rey, 1866
- Parachinavia Roche, 1977
- Pseudoacrosternum Day, 1965
- Roferta Rolston, 1981